# Filosofia da libertação
A Filosofia da Libertação é um campo da Filosofia que analisa que processos podem tornar um indivíduo oprimido livre. Considerada uma filosofia de Práxis, esse campo é menos interessados questões fundamentais como o que é Liberdade, ou como definir o que é Realidade. Ao invés ela se preocupa em analisar o processo que leva de um estado ao outro. Por causa desse foco em atividades prática, a Filosofia da Libertação é considerada um movimento ao invés de uma escola de filosofia. 
A Filosofia latino-americana nasceu como movimento filosófico na América Latina, inclusive foi o primeiro movimento que problematizou a possibilidade de uma Filosofia Latino-Americana e por isso, há uma discussão se a Filosofia Latino-Americana só o é, se Filosofia da Libertação, Leopoldo Zea escreve: "Filosofia Latino-Americana como Filosofia da Libertação". 

## História
O Movimento se mostra, notadamente entre os anos 1960 e 1970 (há controvérsias sobre a data), nasce como correlato filosófico da Teologia da Libertação, Pedagogia do Oprimido, Psicologia da Libertação, Sociologia da Libertação, Direito da Libertação (Direito Alternativo), Antropologia da Libertação, Economia da Libertação...
Tem como um de seus momentos marcantes a publicação em 1968 da obra Existe uma filosofia da nossa América, pelo peruano Augusto Salazar-Bondy. Em seu texto (não traduzido para o português), o autor faz um apanhado histórico e defende uma tese que afirma a inexistência de uma filosofia propriamente latino-americana. Em resposta, o mexicano Leopoldo Zea publica, em 1969, A filosofia americana como filosofia sem mais (traduzido em português como A filosofia latino-americana como filosofia pura e simplesmente), defendendo a existência de uma filosofia latino-americana na medida em que os latino-americanos propõem soluções universais para problemas continentalmente localizados. Interlocutor de Salazar-Bondy e de seus contemporâneos, participou deste diálogo o filósofo brasileiro João Cruz Costa.
No Brasil, conta com ao menos 5 gerações de produção filosófica: 1. Período de Problematização, Nascimento e Fundamentação (1960-1970). 2. Momento de desenvolvimento e Crítica (1970-1989). 3. Atualização e desenvolvimento(1989-2000). 4. Interlocução e ampliação das reflexões filosóficas em diálogo com outras áreas (2000-2013).5. Maturidade -Necessidade de resgate histórico, criação de instituições que garantam construção e divulgação das redes de pesquisas e valorização das produções acadêmicas da Filosofia da Libertação (2013-atual). Dentre os principais autores da Filosofia da Libertação no Brasil, encontram-se Euclides Mance, Antonio Rufino Vieira, Cecilia Pires, Daniel Pansarelli e Eduardo Oliveira - este último trabalhando o tema desde a Filosofia da Ancestralidade. Outros filósofos e filósofas, ainda, trabalham movimentos correlatos, dentre os quais o principal é a Filosofia Intercultural, originalmente criada por Raúl Fornet-Betancourt. No Brasil, esse movimento é desenvolvido especialmente por Magali Mendes de Menezes, Anônio Sidekum e Neusa Vaz. Desde 2018, a Associação Nacional de Pós-Graduação em Filosofia, possui um Grupo de Trabalho específico sobre Filosofia da Libertação, Latino-Americana e Africana.
O autor mais destacado desta corrente filosófica é indubitavelmente Enrique Dussel, filósofo argentino naturalizado mexicano e autor de uma vasta obra que partiu, nos anos 1970, de uma transição da teologia para a filosofia da libertação, chegando atualmente a sua obra mais madura no campo da Ética e da Filosofia Política.